# Liste der Biografien/Kraw
Liste der Biografien |
Portal Biografien |
Personensuche
# |
A |
B |
C |
D |
E |
F |
G |
H |
I |
J |
K |
L |
M |
N |
O |
P |
Q |
R |
S |
T |
U |
V |
W |
X |
Y |
Z |
?
 
Ka |
Kb |
Kc |
Kd |
Ke |
Kf |
Kg |
Kh |
Ki |
Kj |
Kl |
Km |
Kn |
Ko |
Kp |
Kr |
Ks |
Kt |
Ku |
Kv |
Kw |
Ky |
Kx |
Kz
 
Kra |
Krb |
Krc |
Kre |
Krg |
Krh |
Kri |
Krj |
Krk |
Krl |
Krm |
Krn |
Kro |
Krp |
Krs |
Krt |
Kru |
Kry |
Krz
 
Kraa |
Krab |
Krac |
Krad |
Krae |
Kraf |
Krag |
Krah |
Krai |
Kraj |
Krak |
Kral |
Kram |
Kran |
Krap |
Krar |
Kras |
Krat |
Krau |
Krav |
Kraw |
Krax |
Kray |
Kraz
Die Liste der Biografien führt alle Personen auf, die in der deutschsprachigen Wikipedia einen Artikel haben. Dieses ist eine Teilliste mit 95 Einträgen von Personen, deren Namen mit den Buchstaben „Kraw“ beginnt.

## Kraw

### Krawa
- Krawagna, Peter (* 1937), österreichischer bildender Künstler
- Krawagna-Pfeifer, Katharina (* 1956), österreichische Journalistin und Kommunikationsstrategin
- Krawallo, Thommy (* 1964), deutscher Musiker, Musikproduzent und Inhaber eines Labels
- Krawazka, Olena (* 1992), ukrainische Säbelfechterin

### Krawc
- Krawc, Bjarnat (1861–1948), sorbischer Komponist
- Krawc, Paul Erich (1907–1995), sorbisch-deutscher Herausgeber
- Krawcec, Hanka (1901–1990), sorbische Grafikerin und Malerin
- Krawcewicz, Kris (* 1996), österreichischer Sportler
- Krawcheck, Sallie (* 1965), US-amerikanische Investmentbankerin und Finanzvorstand der Citigroup
- Krawciw, Nicholas (1935–2021), US-amerikanischer Offizier, Generalmajor der US-Army
- Krawczak, Arthur Henry (1913–2000), US-amerikanischer römisch-katholischer Geistlicher, Weihbischof in Detroit
- Krawczewicz, Paweł (1907–1945), polnischer Pallottinerbruder und Opfer des Nationalsozialismus
- Krawczonok, Wanda (* 1969), litauische Politikerin (Seimas)
- Krawczuk, Łukasz (* 1989), polnischer Sprinter
- Krawczuk-Trylińska, Elżbieta (1960–2017), polnische Hochspringerin
- Krawczyk, Caroline (* 1997), deutsche Fußballspielerin
- Krawczyk, Desirae (* 1994), US-amerikanische TennisspielerinDesirae Krawczyk (* 1994)

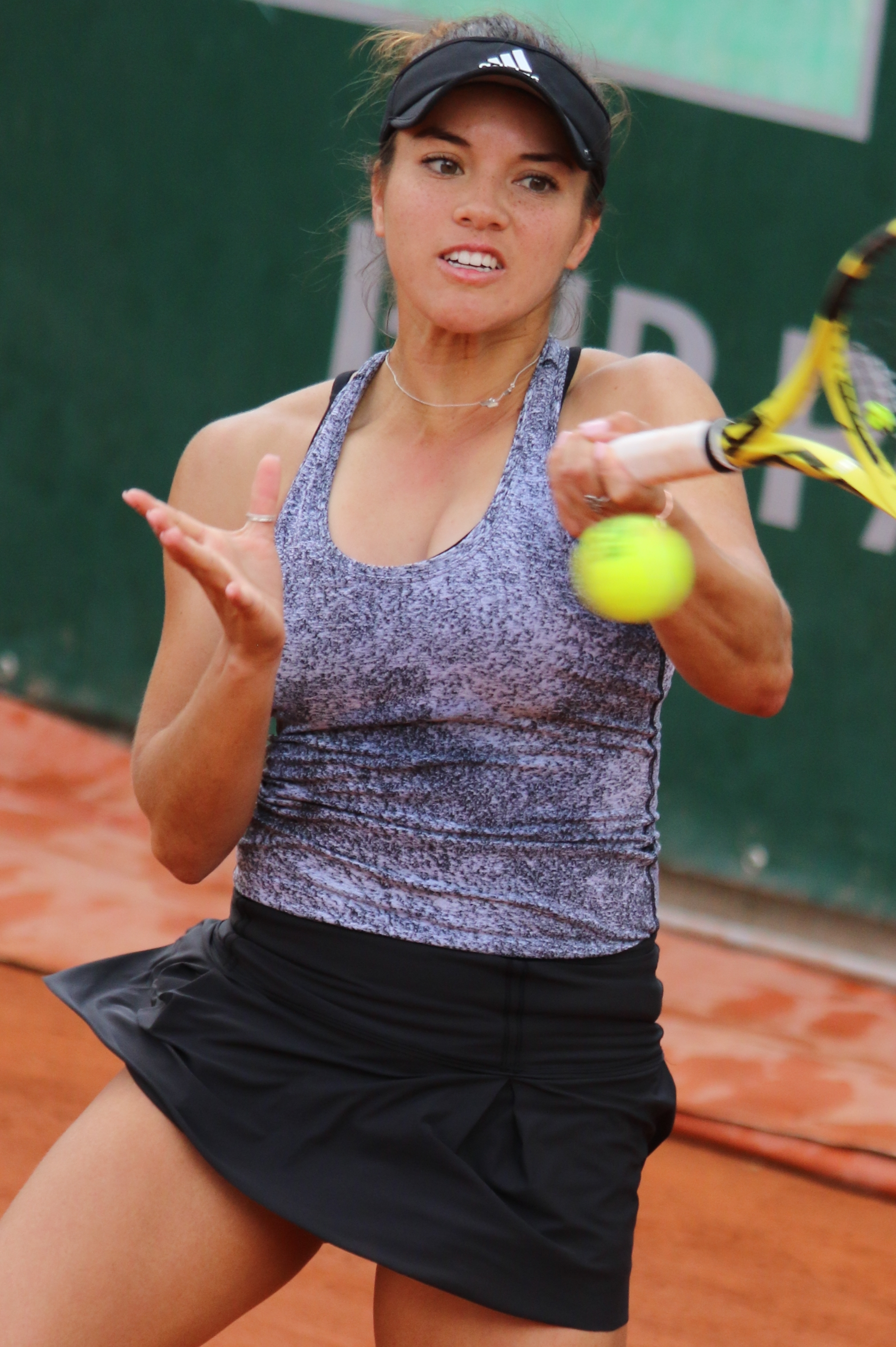
Desirae Krawczyk (* 1994)

- Krawczyk, Gérard (* 1953), französischer Regisseur, Drehbuchautor
- Krawczyk, Jan (1956–2018), polnischer Radrennfahrer
- Krawczyk, Jürgen (* 1953), deutscher Fußballspieler
- Krawczyk, Karina (* 1971), deutsche Schauspielerin
- Krawczyk, Krzysztof (1946–2021), polnischer Popsänger, Gitarrist und Songwriter
- Krawczyk, Richard (* 1947), französischer Fußballspieler
- Krawczyk, Robert (* 1978), polnischer Judoka
- Krawczyk, Sławomir (* 1963), polnischer Radrennfahrer
- Krawczyk, Stephan (* 1955), deutscher Liedermacher und Schriftsteller, DDR-Dissident
- Krawczyk, Szymon (* 1998), polnischer Radsportler
- Krawczyk, Tadeusz (* 1959), polnischer Radrennfahrer

### Krawe
- Krawehl, Ernst (1909–1993), deutscher Verleger
- Krawehl, Otto (* 1901), deutscher Politiker (NSDAP), Bürgermeister von Wunstorf
- Krawen, Hendrik (* 1963), deutscher bildender Künstler
- Krawez, Andrij (* 1990), ukrainischer Go-Spieler
- Krawez, Artem (* 1989), ukrainischer Fußballspieler
- Krawez, Inessa (* 1966), ukrainische Weit- und Dreispringerin
- Krawez, Michail Grigorjewitsch (* 1963), russischer Eishockeyspieler und -trainer
- Krawez, Olena (* 1977), ukrainische Fernsehproduzentin, -moderatorin und Schauspielerin
- Krawez, Wolodymyr (1930–2011), ukrainischer Diplomat und Politiker, Außenminister der Ukraine (1984–1990)
- Krawez-Kulesch, Natallja (* 1978), belarussische Marathonläuferin

### Krawi
- Krawiec, Georgia (* 1972), deutsch-polnische Fotokünstlerin
- Krawielicki, Renate (* 1959), deutsche Journalistin und Nachrichtensprecherin des DDR-Fernsehens
- Krawielicki, Stefan (* 1956), deutscher Diplomat
- Krawielitzki, Hans (1900–1992), deutscher Politiker (NSDAP), MdR, MdL
- Krawielitzki, Theophil (1866–1942), deutscher Pfarrer und Direktor des Deutschen Gemeinschafts-Diakonieverbandes
- Krawietz, Kevin (* 1992), deutscher TennisspielerKevin Krawietz (* 1992)

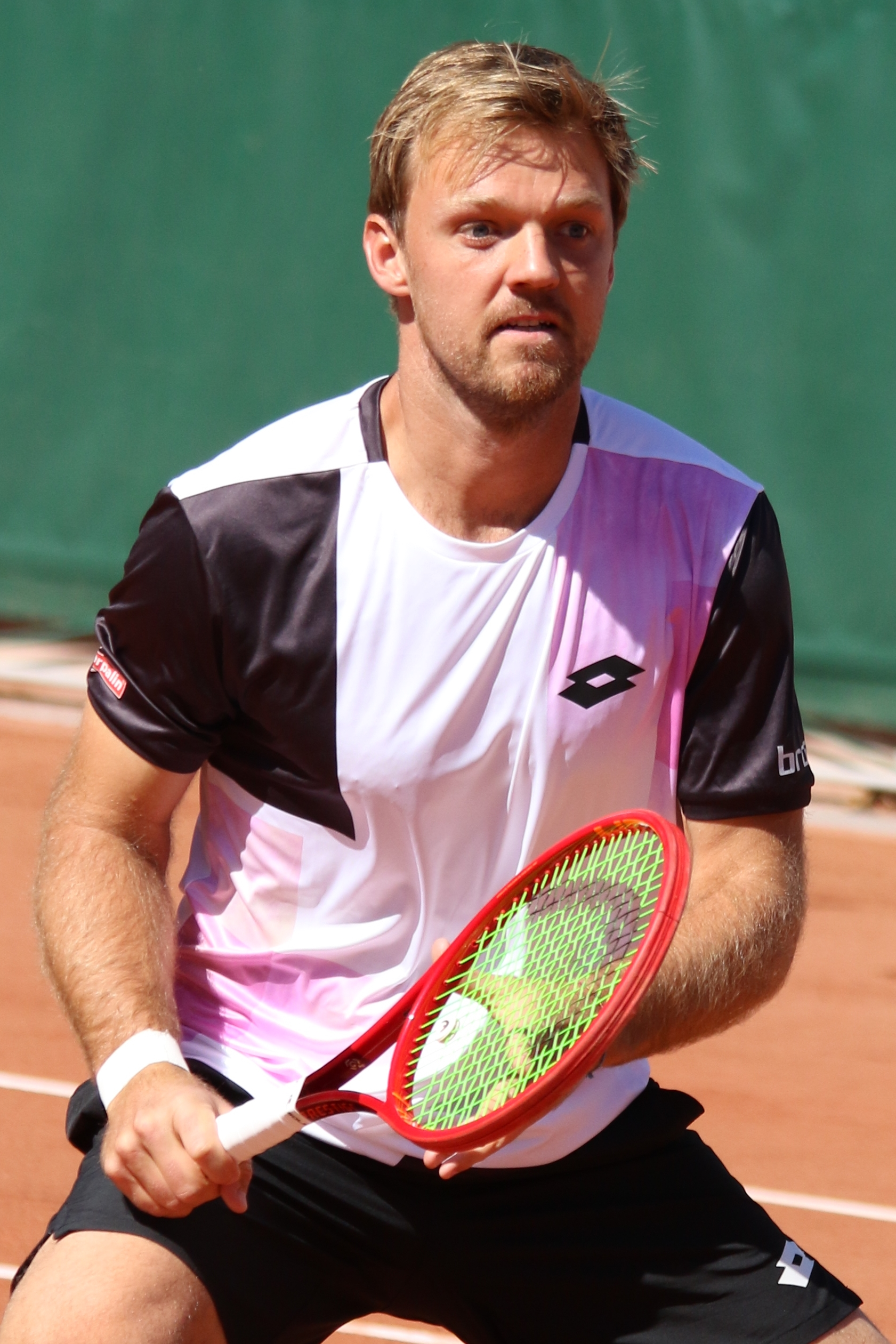
Kevin Krawietz (* 1992)

- Krawietz, Peter (* 1971), deutscher Fußballtrainer
- Krawietz, Werner (1933–2019), deutscher Rechtsphilosoph und Hochschullehrer
- Krawietz, Wolfgang (1920–2001), deutscher Sanitätsoffizier
- Krawina, Josef (1928–2018), österreichischer Architekt
- Krawinkel, Bernhard (1851–1936), deutscher Industrieller und Politiker
- Krawinkel, Hermann (1895–1975), deutscher Rechtswissenschaftler
- Krawinkel, Holger (* 1956), deutscher Verbraucherschützer
- Krawinkel, Johann Leopold (1780–1842), deutscher Strumpfwirker und Unternehmer, Gründer in Firma Leop. Krawinkel
- Krawinkel, Kralle (1947–2014), deutscher Gitarrist
- Krawinkel, Lenard Fritz (* 1966), deutscher Schauspieler, Regisseur, Drehbuchautor und Produzent
- Krawitz, Marion Eva (* 1981), deutsche Schauspielerin und Frauenärztin
- Krawitz, Norbert (* 1945), deutscher Ökonom
- Krawitz, Rudi (* 1943), deutscher Erziehungswissenschaftler

### Krawk
- Krawkow, Sergei Wassiljewitsch (1893–1951), russischer Physiologe

### Krawt
- Krawtschenko, Alexander Alexandrowitsch (* 1973), russischer Skilangläufer
- Krawtschenko, Alexander Witaljewitsch (* 1971), russischer Pokerspieler
- Krawtschenko, Alexei Igorewitsch (* 1986), russischer Wasserspringer
- Krawtschenko, Alexei Jewgenjewitsch (* 1969), russischer SchauspielerAlexei Jewgenjewitsch Krawtschenko (* 1969)

Alexei Jewgenjewitsch Krawtschenko (* 1969)

- Krawtschenko, Anastassija Alexandrowna (* 1986), russische Ski-Orientierungsläuferin
- Krawtschenko, Anastassyja (* 1983), ukrainische Tänzerin und Tanzsporttrainerin
- Krawtschenko, Andrei Grigorjewitsch (1899–1963), sowjetischer Generaloberst der Panzertruppen
- Krawtschenko, Anschela (* 1971), ukrainische Leichtathletin
- Krawtschenko, Illja (* 2000), ukrainischer Stabhochspringer
- Krawtschenko, Jurij (1951–2005), ukrainischer Politiker, Innenminister der Ukraine
- Krawtschenko, Ochrim (1903–1985), ukrainischer Maler und Grafiker
- Krawtschenko, Uljana (1860–1947), ukrainische Dichterin und Frauenrechtlerin
- Krawtschenko, Wiktor Andrejewitsch (1905–1966), sowjetischer Ingenieur und Handelsdiplomat
- Krawtschenko, Wiktor Andrejewitsch (* 1943), russischer Admiral, ehemaliger Kommandeur der russischen Schwarzmeerflotte und Chef des Hauptstabes der Russischen Marine
- Krawtschenko, Wiktor Petrowitsch (* 1941), sowjetischer Leichtathlet
- Krawtschinski, Sergei Michailowitsch (1851–1895), russischer Revolutionär
- Krawtschuk, Igor Alexandrowitsch (* 1966), russischer Eishockeyspieler
- Krawtschuk, Konstantin Wladimirowitsch (* 1985), russischer Tennisspieler
- Krawtschuk, Leonid (1934–2022), ukrainischer Politiker, erster Präsident der UkraineLeonid Krawtschuk (1934–2022)

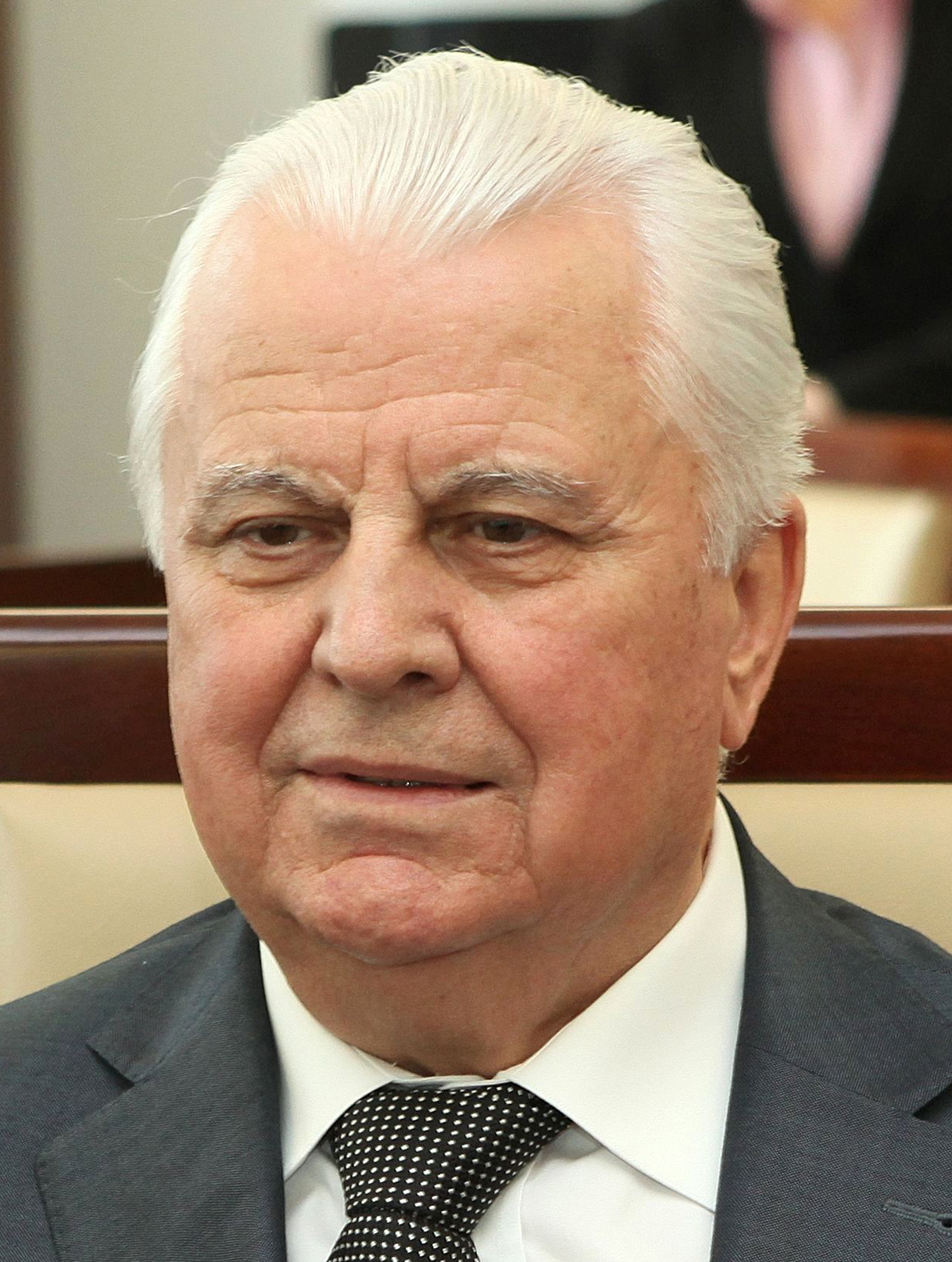
Leonid Krawtschuk (1934–2022)

- Krawtschuk, Leonid Wladimirowitsch (* 1950), russischer Physiker und Hochschullehrer
- Krawtschuk, Mychajlo (1892–1942), ukrainischer Mathematiker
- Krawtschuk, Serhij (* 1964), sowjetischer Degenfechter
- Krawtschuk, Stanislaw (* 1978), ukrainischer Freestyle-Skisportler
- Krawtschuk, Wiktor Petrowitsch (* 1961), russischer Admiral und Kommandeur der Baltischen Flotte
- Krawtschunowskaja, Marija Alexandrowna (1898–1978), sowjetische Schauspielerin

### Krawu
- Krawutschke, Franz (1862–1940), deutscher Funktionär des Eifelvereins, erschloss das Wanderwegenetz der Eifel
- Krawutzcky, Adam (1842–1907), deutscher katholischer Theologe

### Krawz
- Krawziw, Martyn (* 1990), ukrainischer Schachspieler
- Krawzow, Igor Alexandrowitsch (* 1973), russischer Olympiasieger im Rudern
- Krawzow, Kirill Sergejewitsch (* 2002), russischer Fußballspieler
- Krawzow, Roman (* 1995), ukrainischer Sprinter
- Krawzow, Sergei Sergejewitsch (* 1974), russischer Erziehungswissenschaftler, Beamter und Bildungsminister
- Krawzow, Serhij (* 1948), sowjetischer Radrennfahrer
- Krawzow, Witali Jurjewitsch (* 1999), russischer Eishockeyspieler
- Krawzow, Wladimir Nikolajewitsch (1949–1999), sowjetischer Handballspieler
- Krawzowa, Jewgenija Alexandrowna (* 1982), russische Biathletin
- Krawzowa, Walentina Iwanowna (* 1931), sowjetische bzw. russische Kartografin und Hochschullehrerin